# Noodpaspoort

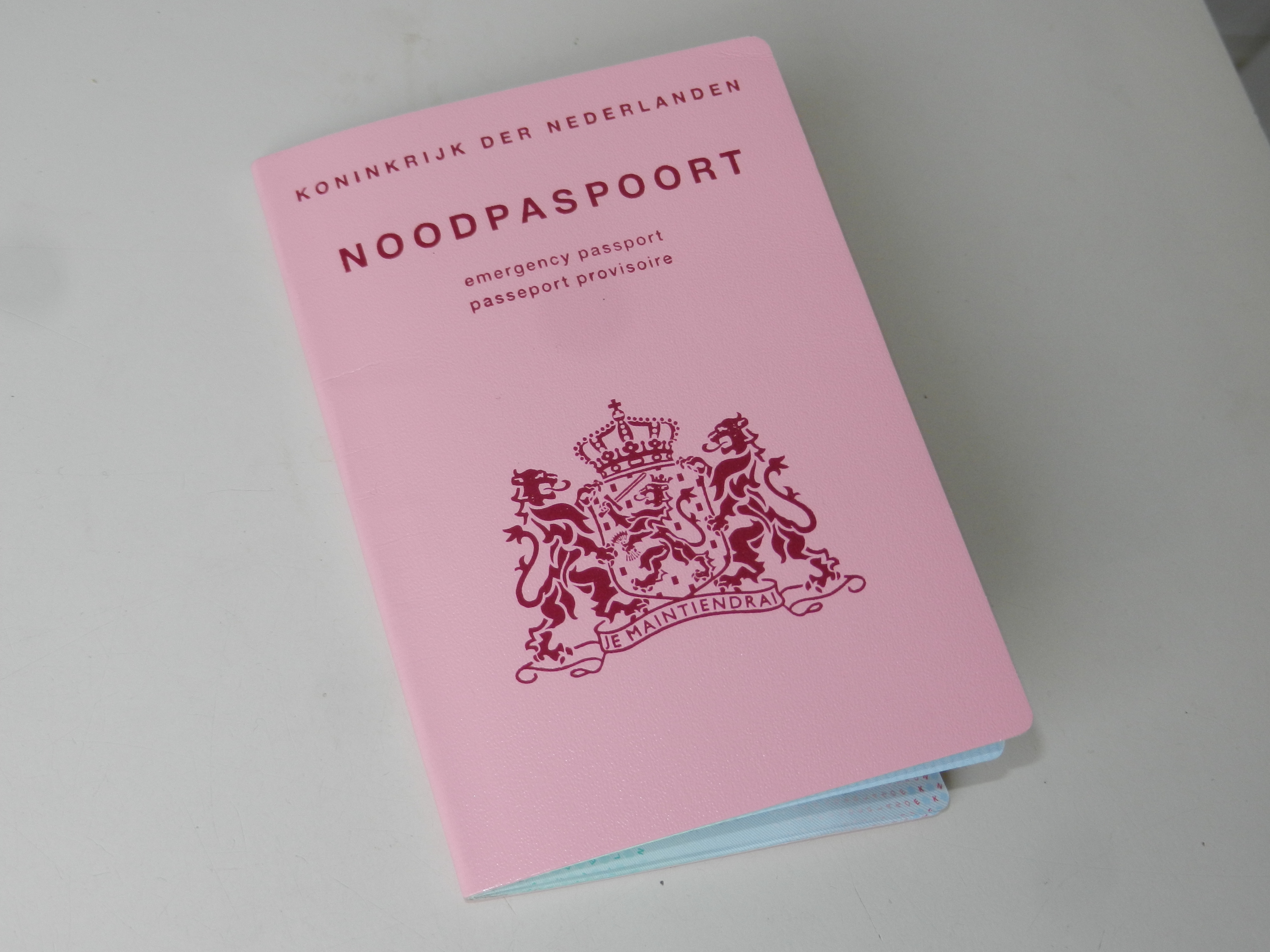
Noodpaspoort van het Koninkrijk der Nederlanden

Een noodpaspoort is een Nederlands reisdocument. Het kan door de Koninklijke Marechaussee of een Nederlandse vertegenwoordiging in het buitenland worden afgegeven als iemand niet op tijd een geldig paspoort of identiteitsbewijs kan krijgen. Een noodpaspoort zal alleen kunnen worden uitgereikt als zowel:
- de reis aantoonbaar niet uitgesteld kan worden;
- identiteit en nationaliteit van de aanvrager vastgesteld kunnen worden.

Wanneer iemand om wat voor reden dan ook niet in aanmerking komt voor een noodpaspoort, kan een laissez-passer worden afgegeven door een Nederlandse ambassade in het buitenland.